# Джиммі Бонд
Джи́ммі Бонд (англ. Jimmy Bond), справжнє ім'я Джеймс Е́двард Бонд-молодший (англ. James Edward Bond, Jr.; 27 січня 1933, Філадельфія, Пенсільванія — 26 квітня 2012, Лос-Анджелес, Каліфорнія) — американський джазовий контрабасист.

## Біографія
Народився 27 січня 1933 року у Філадельфії, штат Пенсільванія. Грав на контрабасі, коли навчався у школі; на контрабасі та тубі у середній школі. У 1955 році закінчив Джульярдську школу. Навчаючись у школі, грав з Джином Еммонсом, Луї Беллсоном, Чарлі Паркером та ін.
Грав з Четом Бейкером (1955—56), Еллою Фітцджеральд (1956—57), Бадді ДеФранко (1957). Гастролював з Джорджем Ширінгом, потім у 1959 році оселився в Лос-Анджелесі; працював з квінтетом Пола Горна (1959—61); після цього активно працював у студіях Голлівуду у 1980-х. Також час від часу грав і записувався з Ніною Сімон (1958—59), Джиммі Візерспуном (1963), The Jazz Crusaders, Джеральдом Вілсоном, Кертісом Емі, Гілом Фуллером (1965).
З початку 1970-х працював у галузі нерухомості; виступав з Бадді Коллеттом та ін.
Помер 26 квітня 2012 року в Лос-Анджелесі, Каліфорнія у віці 79 років від ускладнень захворювання кровообігу.